# Фердинанд Рајмунд
Фердинанд Рајмунд (Беч, 1. јун 1790 — 5. септембар 1836) био је аустријски глумац и драматург.

## Биографија
Рођен је 1. јуна 1790. у Бечу, као син чешког занатлије за обраду дрвета, Јакоба Рајмунда. Године 1811. глумео је у позоришту Јозефштат, а 1817. у позоришту Леополдштат. Године 1823. произвео је своју прву драму Der Barometermacher auf der Zauberinsel, коју је пратио Der Diamant des Geisterkönigs (1824). Још увек популарни Bauer als Millionär (1826), Der Alpenkönig und der Menschenfeind (1828) и Der Verschwender (1834), успутна музика Конрадина Кројцера, Рајмундова су ремек дела. Његове комедије и даље се често изводе у Немачкој и Аустрији.
Када га је угризао пас за кога је погрешно веровао да је бесан, пуцао је у себе 29. августа 1836. и преминуо 5. септембра 1836. у Потенштајну. Сахрањен је у Гутенстеину, у коме се налази Рајмундов споменик.
Био је господар бечке посе или фарсе, његов богати хумор најбоље се види на његовим реалистичним портретима суграђана. По њему је названо позориште Рајмунд у Бечу.

## Радови
- Der Barometermacher auf der Zauberinsel, 1823.
- Der Diamant des Geisterkönigs, 1824.
- Das Mädchen aus der Feenwelt oder Der Bauer als Millionär, 1826.
- Die gefesselte Phantasie, 1828.
- Moisasurs Zauberfluch, 1827.
- Die unheilbringende Zauberkrone oder König ohne Reich, Held ohne Mut, Schönheit ohne Jugend, 1829.
- Der Alpenkönig und der Menschenfeind, 1828.
- Der Verschwender, 1834.